# Tjanmen
Tjanmen (kitajsko: 天門山; pinjin: Tiānmén Shān) je gora v narodnem parku gora Tjanmen, Džangdžjadžje, v severozahodnem delu province Hunan, Kitajska.
Žičnico je leta 2005 [1] zgradila francoska družba Poma iz bližnje železniške postaje Džangdžjadžje do vrha gore. V turističnih publikacijah je žičnica na goro Tjanmen opisana kot »najdaljša žičnica na visoki hrib na svetu«, z 98 kabinami in skupno dolžino 7455 m ter vzponom na 1279 m. Največji naklon je 37 stopinj. Turisti lahko hodijo po kilometrih poti zgrajenih na skalnem vrhu gore, vključno z odseki s steklenimi tlemi. Tudi 11 km dolga cesta z 99 zavoji doseže vrh gore in obiskovalce pripelje do jame Tjanmen, naravne luknje visoke 131,5 m. [2]
Na vrhu stoji velik Tjanmenšan tempelj dosegljiv s sedežnico ali po pešpoti. Prvotni tempelj je zgradila  dinastija Tang. Današnja novejša zgradba je iz obdobja dinastije Tang in vključuje vegetarijansko restavracijo z 10.000 m2 prostora.
25. septembra 2011 je Jeb Corliss prejadral skozi 30 m širok lok na gori s pomočjo wingsuit (krilobleka). Let se je začel s helikopterja na 1829 m in se je končal z varnim pristankom na bližnjem mostu. [3] [4] Svetovna liga Wingsuit je v Tjanmenu imela prvo in drugo svetovno prvenstvo Wingsuit. 8. oktobra 2013 je Viktor Kováts v času treninga na drugem svetovnem prvenstvu padel v smrt, ko ni mogel odpreti padala. [5] [6]
Avgusta 2016 se je za javnost odprla steklena pešpot, ki gleda na Tongtianovo avenijo, imenovano Pečina ovijajočega zmaja, [7].
V februarju 2018 je hibridni Range Rover SUV, ki ga je vozil Ho-Pin Tung, prevozil stopnišče z naklonom 45 o z 999 stopnicami do Nebeških vrat s kombinacijo moči bencinskega motorja in električnega akumulatorja. [9
- Pogled na Heaven-Linking Avenue iz žičnice.
- Pogled na naravni lok in stopnišče do njega.
- Pogled pod lok.
- Spominska plošča plezalcu Alainu Robertu, 2007.
- Tianmenshan tempelj
- Pot ob pečini se ovija na vrh.